# اینرسته
اینرسته (به انگلیسی: Innerste) رودخانه‌ای است که در آلمان جریان دارد.